# Chirokitia
Koordinaten: 34° 47′ 48,2″ N, 33° 20′ 37,4″ O

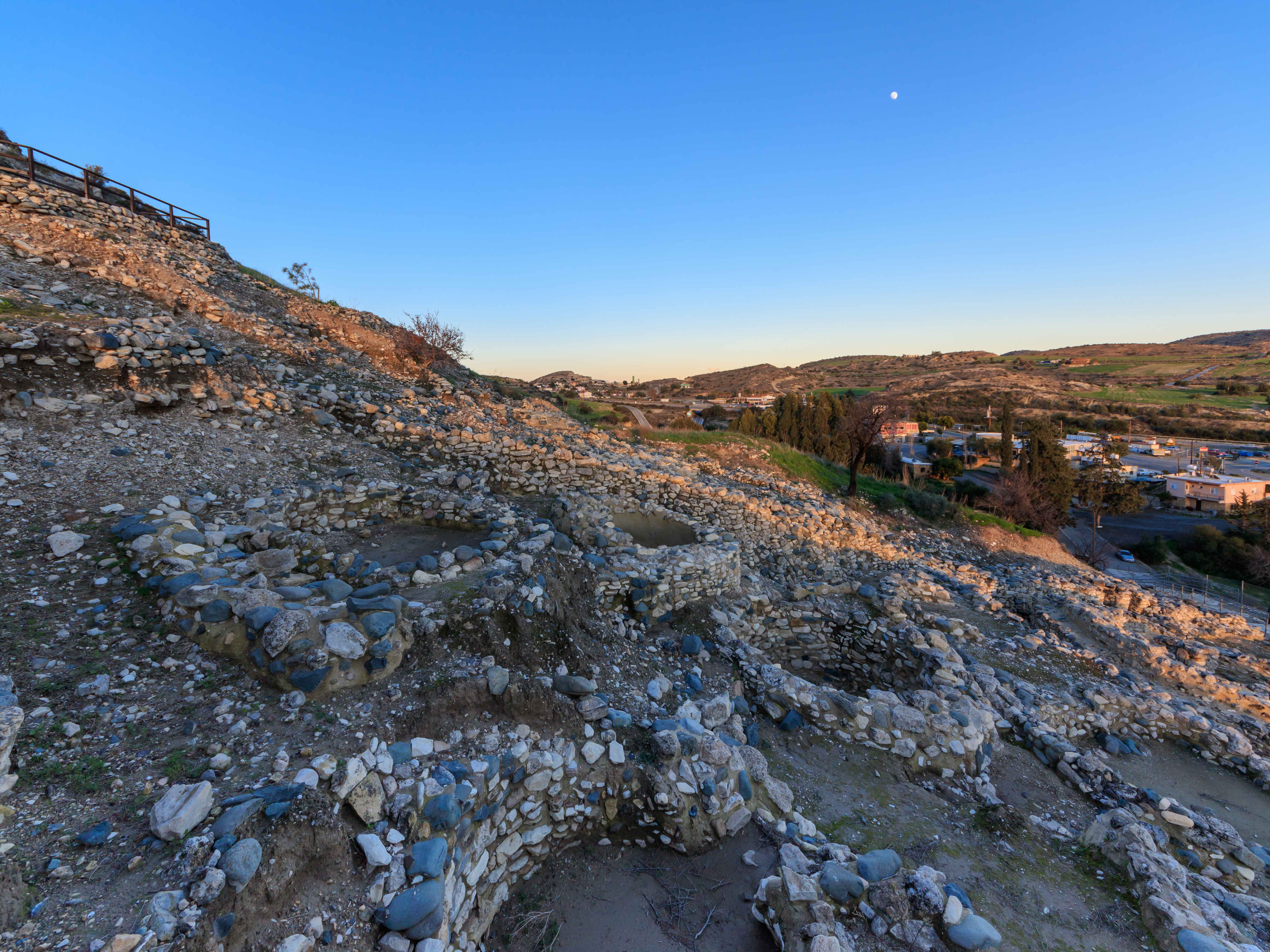
Steinzeitliche Rundhäuser bei Chirokitia

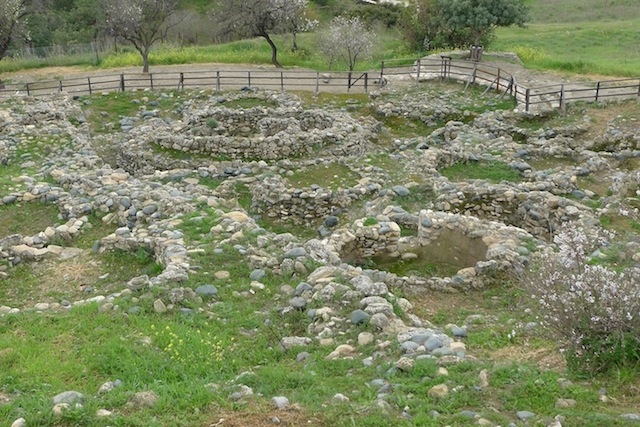
Erhaltene Fundamente ehemaliger Rundhütten

Chirokitia (griechisch Χοιροκοιτία (f. sg.), transkr. auch Khirokitia) ist eine archäologische Ausgrabungsstätte auf der Mittelmeerinsel Zypern im Bezirk Larnaka. Die prähistorischen Ruinen wurden 1998 auf die Liste des UNESCO-Weltkulturerbes aufgenommen, die Chirokitia zu den bedeutendsten prähistorischen Stätten im östlichen Mittelmeerraum zählt.

## Lage
Die ehemalige Siedlung Chirokitia befindet sich auf halbem Wege von Larnaka nach Limassol, sechs Kilometer von der zyprischen Küste entfernt.

## Grabungen
Chirokitia wurde seit 1934 unter Leitung von Porfyrios Dikeos und einer französischen Expedition unter Alain Le Brun ausgegraben, bislang aber nur teilweise. Auf dem Gelände wurden mehrere Rundhütten (in einer mit einer Hausbestattung) und ein Teil der Verteidigungsmauer rekonstruiert, deren Erhaltungszustand, unter Berücksichtigung ihres Alters, von der UNESCO als sehr gut bezeichnet wurde.

## Datierung
Die Siedlung gehört zu der akeramischen Jungsteinzeit. Sie wurde vom 7. bis zum 4. Jahrtausend v. Chr. bewohnt und hatte schätzungsweise 300 – 1.000 Einwohner.

## Wirtschaft und Hausbau
Die Bevölkerung lebte von Viehhaltung und Ackerbau (u. a. Weizen und Gerste). Erhalten sind Grundrisse der Umfassungsmauer und von ca. 60 Rundhäusern mit Gräbern unter dem Fußboden.  Die meisten archäologischen Funde werden im Cyprus Museum in Nikosia aufbewahrt. Die Toten wurden in Hockerstellung unter den Häusern beigesetzt.

Chirokitia
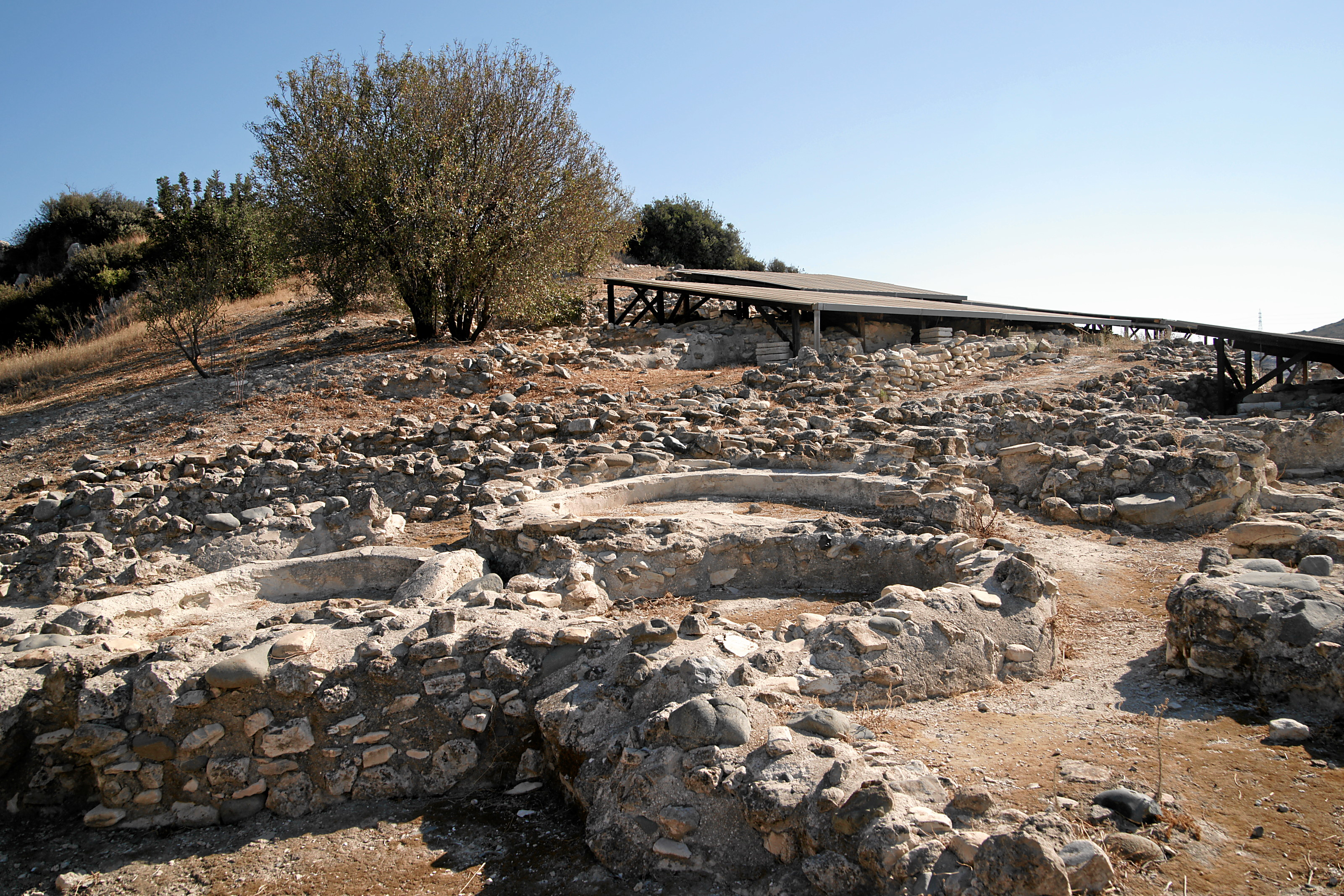
Die Ausgrabungsstätte Choirokoitia
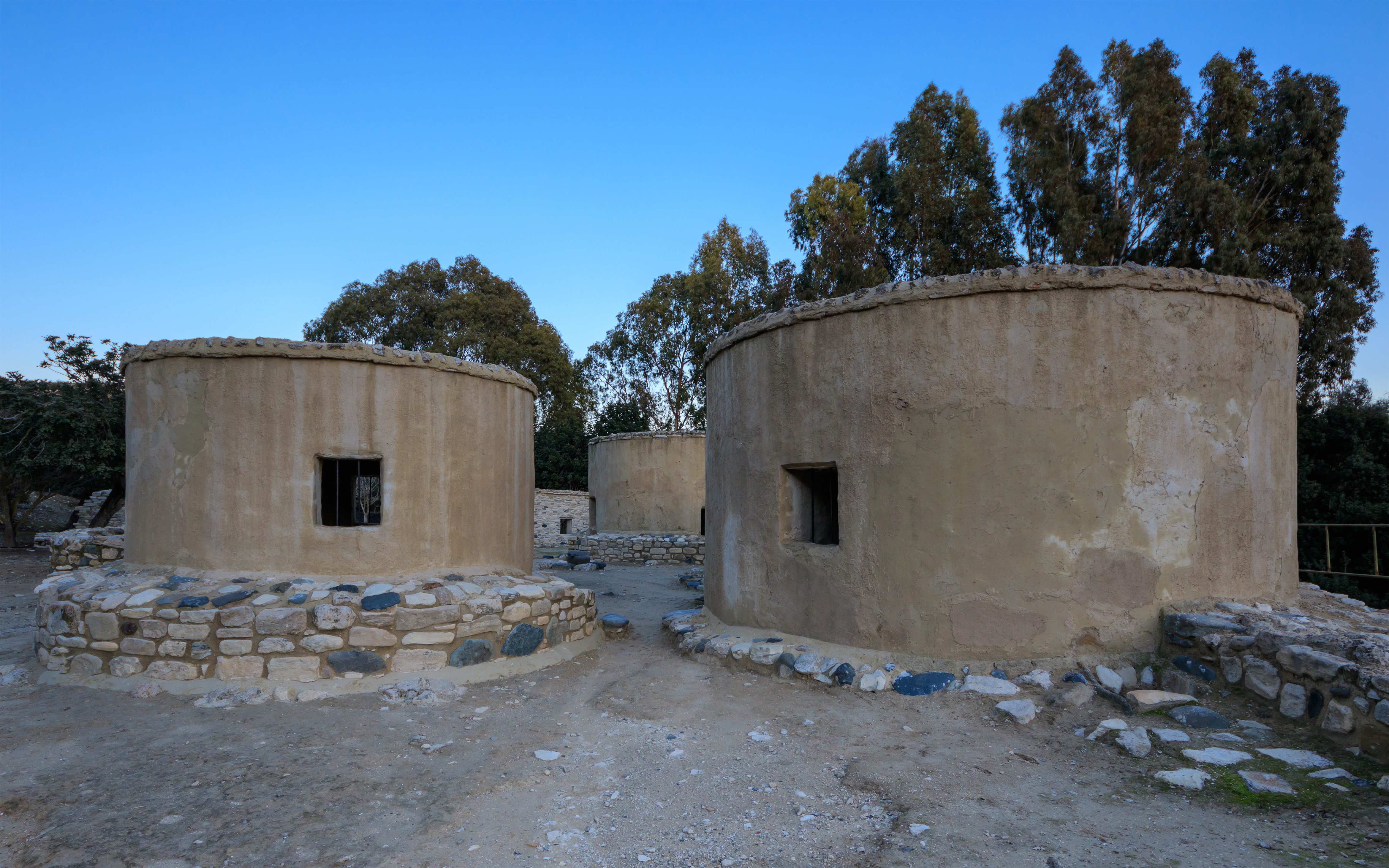
Rekonstruktionen
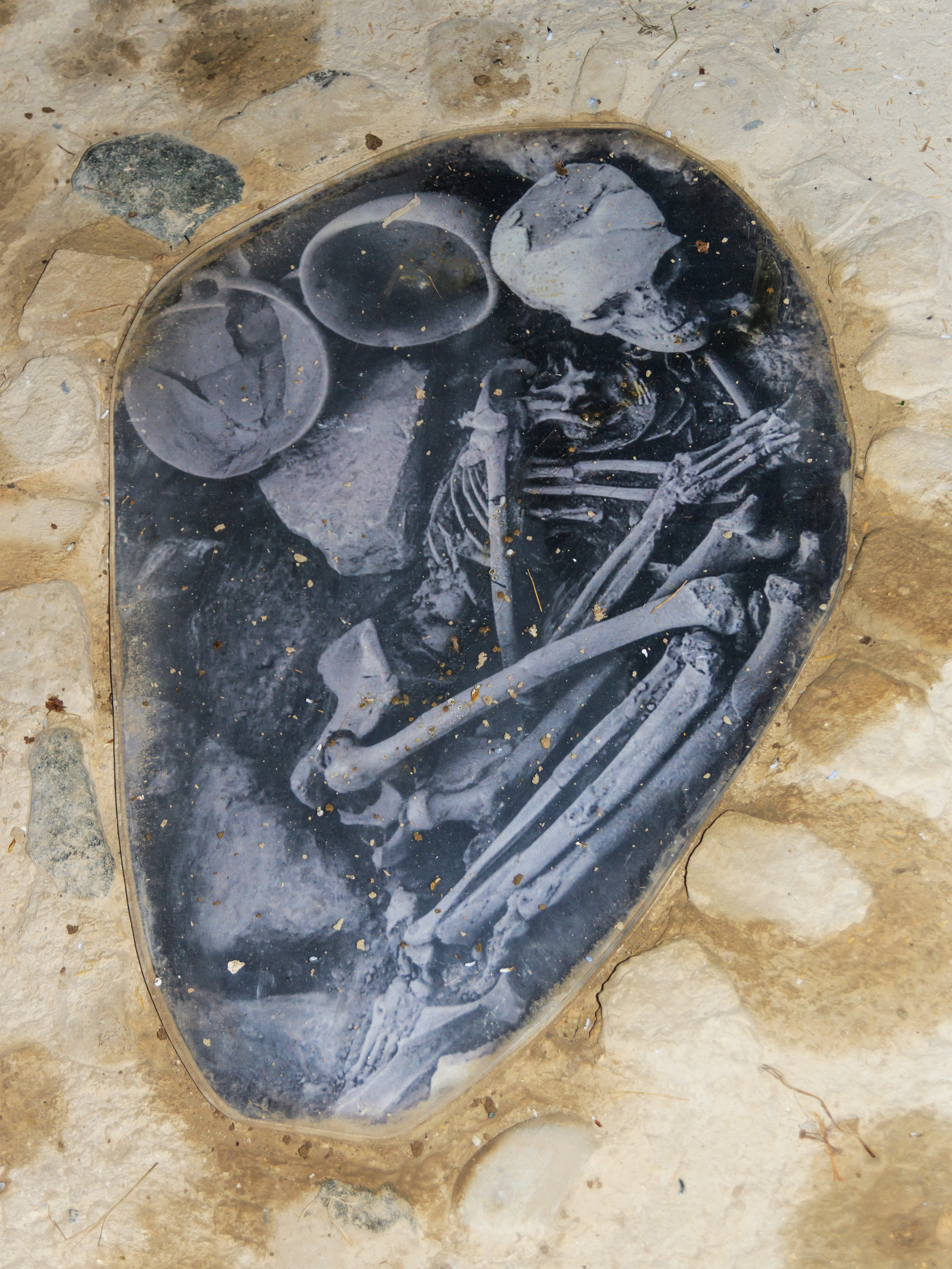
Rekonstruierte Bestattung in einer Rundhütte
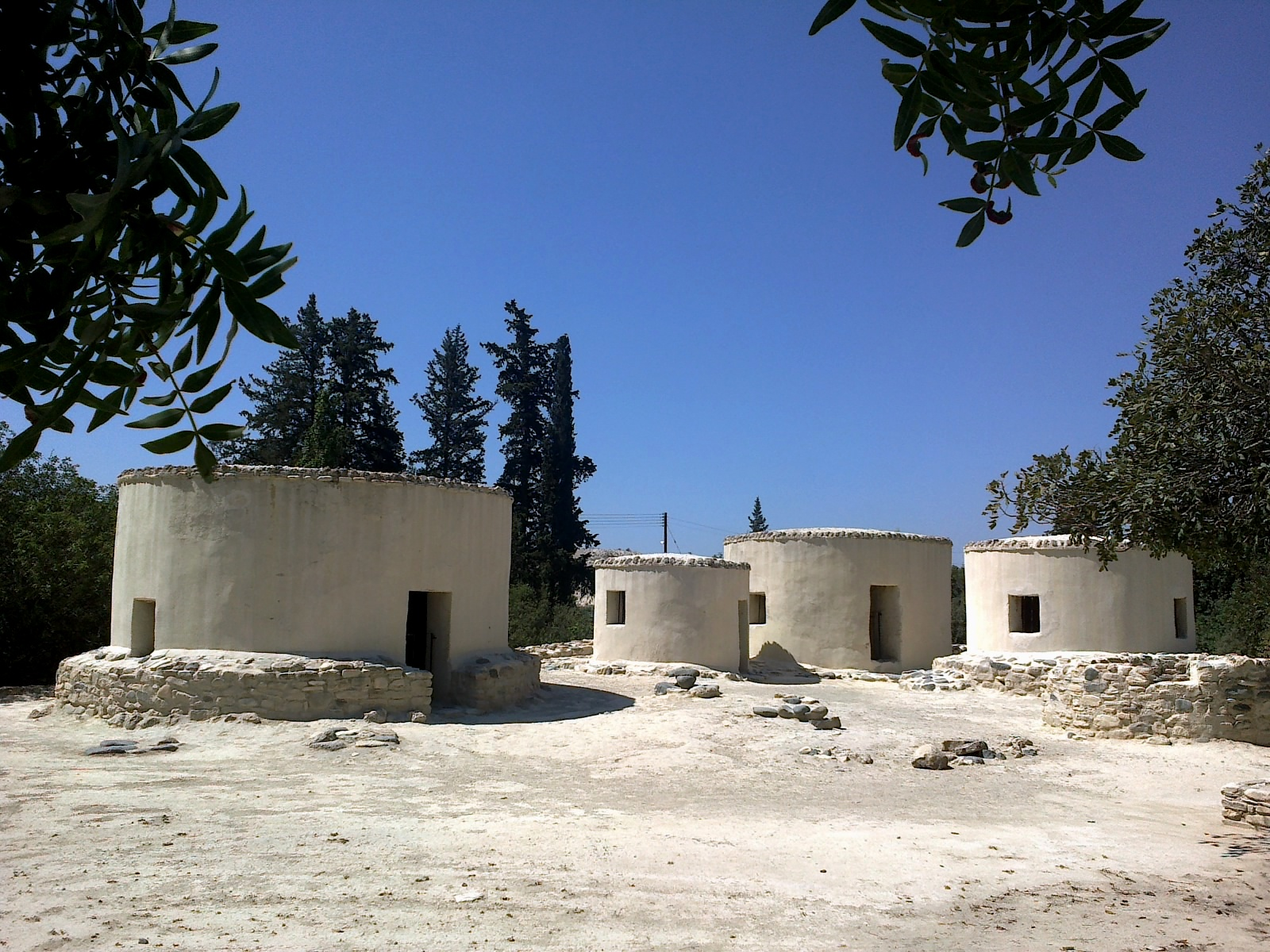
Panorama
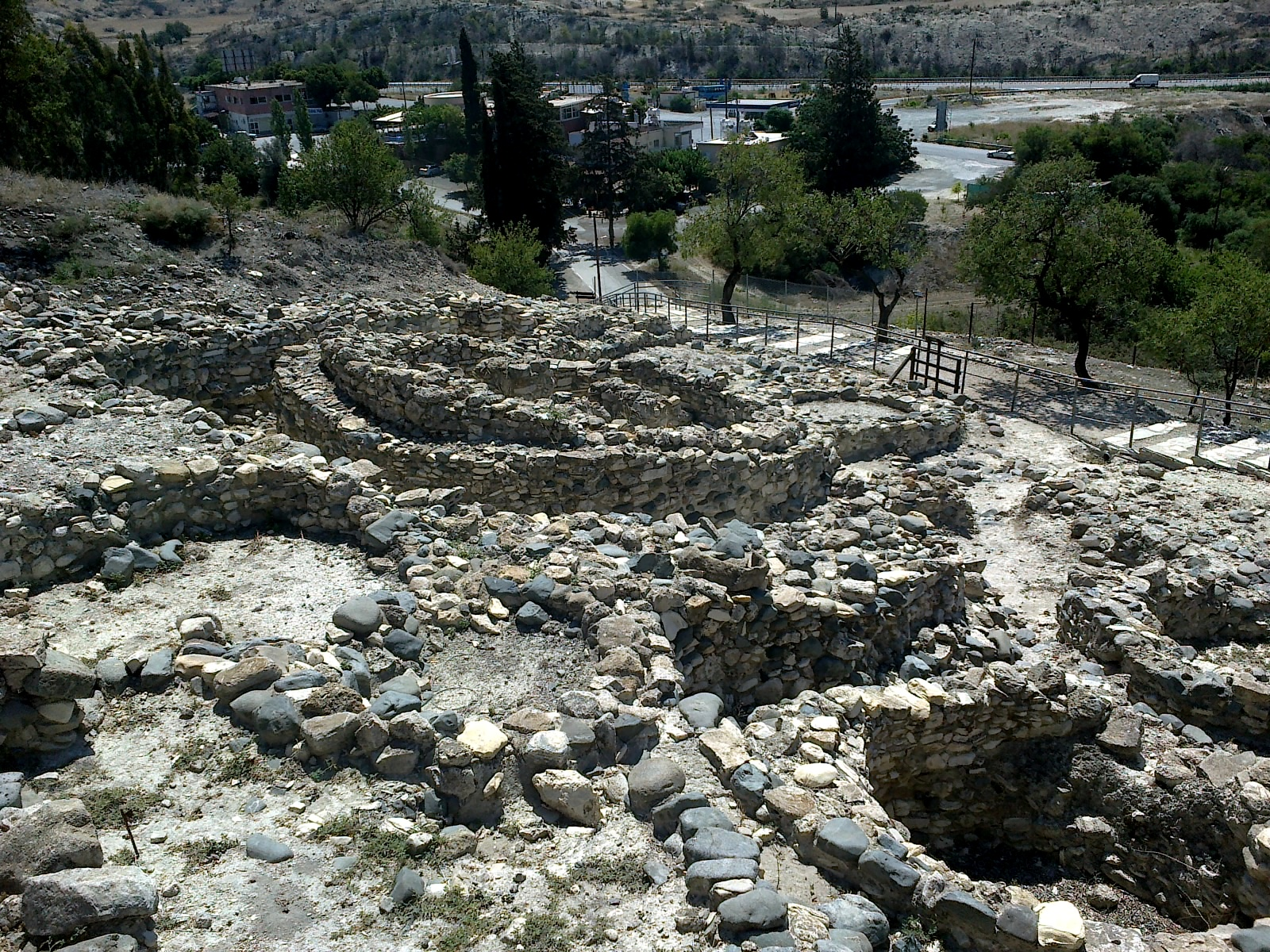
Panorama

## Bedeutung
Inzwischen haben unter anderem das mehr als 1000 Jahre ältere Shillourokambos und Tenta Chirokitia den Rang als älteste Siedlung auf Zypern abgelaufen. Die Siedlung wird jedoch immer noch als eine der wichtigsten prähistorischen Stätten des östlichen Mittelmeerraumes angesehen und kann täglich von Touristen besichtigt werden.
Unter archäozoologischem Blickwinkel ist die Grabungsstätte deshalb von erheblicher Bedeutung, weil hier zum ersten Mal domestizierte Katzen außerhalb ihres afrikanischen Herkunftsortes nachweisbar sind. Sie wurden in Chirokitia im 7. Jahrtausend v. Chr. erstmals als Haustiere eingeführt und zur Jagd auf Nager eingesetzt. Diese wiederum hatten die frühen Bauern unfreiwillig mitgebracht. Aus dem 8. Jahrtausend stammt der älteste Fund, nämlich aus Sillourokambos. Es handelt sich dabei um Abkömmlinge von Felix silvestris lybica, von der alle Hauskatzen abstammen.